# Блиев, Аюб Зуберович
Аюб Зуберович Блиев (род. 2 июня 1997) — российский дзюдоист, бронзовый призёр чемпионата мира 2025 года, серебряный призёр чемпионата Европы 2025 года, призёр чемпионатов России, мастер спорта России.

## Карьера
Увлёкся дзюдо в 11 лет. Выступает в суперлёгкой весовой категории (до 60 кг). Его наставником является Мурат Псеунов. Блиев — чемпион России среди кадетов, призёр первенства России среди юниоров, серебряный призёр первенств Европы среди кадетов, юниоров и молодёжи. Является спортсменом-инструктором «Регионального центра спортивной подготовки сборных команд Краснодарского края». С 2014 года является членом сборной команды страны.
Победитель турнира Большого шлема в Анталии 2024 года, трижды призёр турнира Большой шлем 2023 и 2024 гг. На чемпионате мира 2024 стал 5-м, в полуфинальной схватке за запрещенное действие был дисквалифицирован.
В апреле 2025 года на чемпионате Европы в Подгорице в статусе нейтрального атлета завоевал серебряную медаль. В финальной схватке уступил сопернику из Грузии Георгию Сардалашвили.
В июне 2025 года на чемпионате мира в Будапеште в весовой категории до 60 кг завоевал бронзовую медаль. В схватке за третье место одолел соперника из Венгрии Мартона Андраси.

## Всероссийские соревнования
- Чемпионат России по дзюдо 2018 — ;
- Чемпионат России по дзюдо 2021 — ;
- Чемпионат России по дзюдо 2022 — ;
- Чемпионат России по дзюдо 2023 — ;
- Чемпионат России по дзюдо 2024 — [6];
- Дзюдо на Всероссийской спартакиаде 2022 — ;
- Чемпионат Европы по дзюдо 2025 — ;
- Чемпионат мира по дзюдо 2025 — ;